# Union Station (Toronto)
Union Station è la principale stazione ferroviaria di Toronto. La stazione serve 200.000 passeggeri al giorno. La struttura fu costruita fra il 1914 ed il 1920 su progetto dello studio Ross and Macdonald di Montréal.
Nel 1975 la stazione è stata dichiarata National Historic Site of Canada.